# Mary Lou Maloney
Mary Lou Maloney è il personaggio immaginario protagonista di due film della serie cinematografica horror Prom Night.

## Biografia
Mary Lou Maloney nacque nel 1940.
Nel 1957 al ballo di fine scuola della "Hamilton High School", Mary Lou ricevette da Bill Nordham un anello di fidanzamento. Subito dopo Mary Lou lo allontana con una scusa e si intrattiene con Buddy Cooper fino a quando non è scoperta da Bill. Mentre si trova in bagno Bill sente due ragazzi che stanno preparando una bomba ma sono costretti a gettarla in un cestino dei rifiuti a causa dell'arrivo di un insegnante. Bill, deciso a vendicarsi su Mary Lou, prende la bomba e, quando la ragazza viene incoronata reginetta del ballo, gliela getta addosso facendola morire bruciata viva.
Trent'anni dopo, nel 1987, ella resuscita e si impossessa del corpo di Vicky Carpenter, una delle studentesse, per vendicarsi su Bill, ora divenuto preside della Hamilton High.

## Apparizioni
- Prom Night II - Il ritorno, interpretata da Lisa Schrage
- Prom Night III - L'ultimo bacio, interpretata da Courtney Taylor